# Tschudicavia
De tschudicavia (Cavia tschudii)  is een zoogdier uit de familie van de cavia-achtigen (Caviidae). De wetenschappelijke naam van de soort werd voor het eerst geldig gepubliceerd door Fitzinger in 1867.

## Voorkomen
De soort komt voor in Peru, Bolivia, Argentinië en Chili.